# Grand Prix-wegrace van Finland 1980
De Grand Prix-wegrace van Finland 1980 was de zevende race van het wereldkampioenschap wegrace-seizoen 1980. De races werden verreden op 27 juli 1980 op het stratencircuit Imatra (Zuid-Finland). In deze Grand Prix werd de wereldtitel in de 250cc-klasse beslist. 

## Algemeen
Door het wegvallen van de Zweedse Grand Prix was ook de Finse minder interessant geworden voor de coureurs. Normaal gesproken konden zij de verre reis naar Scandinavië financieel aantrekkelijk houden omdat er twee GP's waren. Bovendien was de 350cc-klasse geschrapt, waardoor coureurs die in de 250- en de 350cc-klasse deelnamen nu de reis voor slechts één race moesten maken. Kork Ballington was na zijn darmoperatie weer fit genoeg om deel te nemen, waardoor Toni Mang eindelijk weer tegenstand kreeg in de 250cc-race. Bovendien kon Ballington zich nu ook weer richten op de ontwikkeling van de Kawasaki KR 500. Ballington won de 250cc-race, maar het was te laat om Mang van de wereldtitel af te houden. Honda had de NR 500 weer eens meegebracht. De testrijders Mick Grant en Takazumi Katayama hadden het hele seizoen als privérijder met andere merken gereden. Katayama was in een internationale race in Italië derde geworden met de Honda en dat gaf hoop op een goed resultaat. Katayama trainde met de machine, zette de 30e trainingstijd en daarmee waren twee motorblokken afgeschreven. Katayama en Grant brachten hun privé-Suzuki's aan de start. 

## 500 cc
Na de trainingen zag het er goed uit voor Marco Lucchinelli en Graziano Rossi, die nu allebei een 16 inch voorwiel hadden en met ruime voorsprong eerste en tweede stonden. Wil Hartog, eveneens met een 16" voorwiel, stond derde. In de race nam Lucchinelli binnen enkele ronden een flinke voorsprong, die hij steeds verder wist uit te bouwen. De strijd om de tweede plaats ging tussen Rossi, Hartog en Kenny Roberts. Halverwege de race verdwenen zowel Rossi als Lucchinelli in de pit met motorproblemen, waardoor Hartog de leiding overnam. Roberts, die nu een speciaal luchtkanaal op zijn machine had om de warmteproblemen met zijn achterdemper tegen te gaan, wist hem niet te achterhalen, maar was tevreden met zijn tweede plaats. Daarmee bouwde hij zijn voorsprong in het wereldkampioenschap op Randy Mamola weer iets verder uit. 

### Uitslag 500 cc
| De Honda NR 500 was een zeer vooruitstrevende viercilinder viertakt met ovale zuigers en cilinders, 32 kleppen en 8 drijfstangen die 20.000 tpm kon draaien. De eerste versie, met een monocoque-frame, was in 1979 een paar keer ingezet maar Mick Grant en Takazumi Katayama konden zich niet of nauwelijks kwalificeren voor de races. Er kon ook niet aan de motor gewerkt worden. Zelfs eenvoudige zaken als het verwisselen van bougies of sproeiers vereisten het uitbouwen van het motorblok. Daarom kreeg de 1980-versie een buisframe van Maxton, dat de machine 16 kg zwaarder maakte en waarvan Katayama na de eerste tests al had gemeld dat de stuurkwaliteiten beneden de maat waren. Het werken aan de motor was nu een stuk eenvoudiger, maar de machine kon nog steeds niet overtuigen. |

| Pos | Coureur           | Merk          | Tijd            | Grid            | Punten |
| --- | ----------------- | ------------- | --------------- | --------------- | ------ |
| 1   | Wil Hartog        | Suzuki        | 50'51"8         | 3               | 15     |
| 2   | Kenny Roberts     | Yamaha        | 51'01"3         | 5               | 12     |
| 3   | Franco Uncini     | Suzuki        | 51'14"6         | 4               | 10     |
| 4   | Randy Mamola      | Suzuki        | 51.25"1         | 6               | 8      |
| 5   | Kork Ballington   | Kawasaki      | 51'32"1         | 12              | 6      |
| 6   | Patrick Pons      | Yamaha        | 51'35"2         | 8               | 5      |
| 7   | Carlo Perugini    | Suzuki        | 51'38"5         | 13              | 4      |
| 8   | Philippe Coulon   | Suzuki        | 51'57"4         | 7               | 3      |
| 9   | Sadao Asami       | Yamaha        | 52'08"5         | 21              | 2      |
| 10  | Raymond Roche     | Yamaha        | 52'13"2         | 15              | 1      |
| 11  | Franck Gross      | Suzuki        | 52'16"7         | 17              |        |
| 12  | Lennart Bäckström | Suzuki        | 52'30"7         | 20              |        |
| 13  | Seppe Rossi       | Suzuki        | 52'31"4         | 23              |        |
| 14  | Patrick Fernandez | Yamaha        | 52'50"8         | 19              |        |
| 15  | Michel Rougerie   | Suzuki        | 53'01"0         | 16              |        |
| 16  | Werner Nenning    | Yamaha        | +1 ronde        | 24              |        |
| 17  | Hubert Rigal      | Yamaha        | +1 ronde        | 14              |        |
| 18  | Michel Frutschi   | Yamaha        | +1 ronde        | 22              |        |
| 19  | Max Wiener        | Suzuki        | +1 ronde        | 28              |        |
| DNF | Marco Lucchinelli | Suzuki        |                 | 2               |        |
| DNF | Willem Zoet       | Suzuki        | vastloper       | 10              |        |
| DNF | Graziano Rossi    | Suzuki        |                 | 1               |        |
| DNF | Adelio Faccioli   | Suzuki        |                 | 18              |        |
| DNF | Bernard Fau       | Yamaha        |                 | 29              |        |
| DNF | Jack Middelburg   | Bakker-Yamaha |                 | 9               |        |
| DNF | Peter Sköld       | Suzuki        |                 | 32              |        |
| DNF | Peter Sjöström    | Suzuki        |                 | 25              |        |
| DNF | Mick Grant        | Suzuki        |                 | 26              |        |
| DNF | Boet van Dulmen   | Bakker-Yamaha | remproblemen 11 | remproblemen 11 |        |
| DNF | Kimmo Kopra       | Yamaha        |                 | 33              |        |
| DNS | Christian Estrosi | Suzuki        | Blessure        | 31              |        |

### Top 10 WK-stand na deze race
| Pos | Coureur           | Merk                  | Ptn |
| --- | ----------------- | --------------------- | --- |
| 1   | Kenny Roberts     | Yamaha                | 67  |
| 2   | Randy Mamola      | Suzuki                | 51  |
| 3   | Franco Uncini     | Suzuki                | 41  |
| 4   | Marco Lucchinelli | Suzuki                | 34  |
| 5   | Graziano Rossi    | Suzuki                | 30  |
| 6   | Wil Hartog        | Suzuki                | 21  |
| 7   | Johnny Cecotto    | Yamaha                | 20  |
| 8   | Takazumi Katayama | Suzuki                | 18  |
| 9   | Graeme Crosby     | Suzuki                | 17  |
| 10  | Jack Middelburg   | Yamaha/ Bakker-Yamaha | 15  |
| 10  | Carlo Perugini    | Suzuki                | 15  |

## 250 cc
Eric Saul had de kopstart in Finland, maar moest al snel Toni Mang, Roland Freymond en Kork Ballington laten passeren. Deze drie vormden de kopgroep, met Mang aan de leiding tot de 23e ronde, toen Ballington de leiding overnam. Ballington won de race en drong daardoor weer meteen naar de tweede plaats in het wereldkampioenschap, maar Toni Mang had aan zijn tweede plaats genoeg om wereldkampioen te worden. Hij had problemen gekregen toen er vloeistof (naar later bleek benzine) op zijn vizier kwam en in de laatste ronden kon hij bijna niets meer zien en was hij in het spoor van Ballington naar de finish gereden. 

### Uitslag 250 cc
| Pos | Coureur                | Merk             | Tijd            | Grid            | Punten |
| --- | ---------------------- | ---------------- | --------------- | --------------- | ------ |
| 1   | Kork Ballington        | Kawasaki         | 49'53"2         | 2               | 15     |
| 2   | Toni Mang              | Krauser-Kawasaki | 49'56"4         | 1               | 12     |
| 3   | Roland Freymond        | Ad Maiora        | 50'21"2         | 4               | 10     |
| 4   | Jean-François Baldé    | Kawasaki         | 50'30"0         | 3               | 8      |
| 5   | Patrick Fernandez      | Yamaha           | 50'30"8         | 11              | 6      |
| 6   | Jacques Bolle          | Yamaha           | 50'56"2         | 10              | 5      |
| 7   | Hans Müller            | Yamaha           | 51'02"4         | 6               | 4      |
| 8   | Jean-Louis Guignabodet | Kawasaki         | 51'04"8         | 15              | 3      |
| 9   | Thierry Espié          | Bimota-Yamaha    | 51'23"1         | 16              | 2      |
| 10  | Jean-Marc Toffolo      | Yamaha           | 51'26"5         | 12              | 1      |
| 11  | Eero Hyvärinen         | Yamaha           | 51'27"4         | 14              |        |
| 12  | Paolo Ferretti         | Yamaha           | 51'57"8         | 19              |        |
| 13  | Pekka Nurmi            | Yamaha           | +1 ronde        | 9               |        |
| 14  | Roger Sibille          | Yamaha           | +1 ronde        | 27              |        |
| 15  | Reinhold Roth          | Yamaha           | +1 ronde        | 23              |        |
| 16  | Jarmo Liitiä           | Yamaha           | +1 ronde        | 22              |        |
| 17  | Reino Eskelinen        | Yamaha           | +1 ronde        | 30              |        |
| 18  | Seppo Kokkonen         | Yamaha           | +1 ronde        | 29              |        |
| DNF | Esa Kytölä             | Yamaha           | +1 ronde        | 25              |        |
| DNF | Giampaolo Marchetti    | MBA              |                 | 5               |        |
| DNF | Martti Solja           | Yamaha           |                 | 18              |        |
| DNF | Bruno Kneubühler       | Yamaha           |                 | 24              |        |
| DNF | Bengt Elgh             | Yamaha           |                 | 20              |        |
| DNF | Carlos Lavado          | Yamaha           | remproblemen 7  | remproblemen 7  |        |
| DNF | Didier de Radiguès     | Yamaha           |                 | 21              |        |
| DNF | Eric Saul              | Yamaha           |                 | 8               |        |
| DNF | Harald Bartol          | Yamaha           |                 | 28              |        |
| DNF | August Auinger         | Yamaha           | Val             | 26              |        |
| DNF | Jacques Cornu          | Yamaha           |                 | 17              |        |
| DNF | Sauro Pazzaglia        | Ad Maiora        | remproblemen 13 | remproblemen 13 |        |
| DNQ | Klaas Hernamdt         | Yamaha           |                 | 31              |        |
| DNQ | Peter Labuschagne      | Yamaha           |                 | 32              |        |
| DNQ | Roland Kopf            | Yamaha           |                 | 33              |        |
| DNQ | Sami Torvinen          | Yamaha           |                 | 34              |        |
| DNQ | Jussi Hautaniemi       | Yamaha           |                 | 35              |        |
| DNQ | Pentti Korhonen        | Yamaha           |                 | 36              |        |
| DNQ | Tony Head              | Yamaha           |                 | 37              |        |
| DNQ | Peter Sköld            | Yamaha           |                 | 38              |        |

### Top 10 WK-stand na deze race
| Pos | Coureur                    | Motorfiets       | Ptn |
| --- | -------------------------- | ---------------- | --- |
| 1   | Toni Mang (wereldkampioen) | Krauser-Kawasaki | 91  |
| 2   | Kork Ballington            | Kawasaki         | 45  |
| 3   | Thierry Espié              | Bimota-Yamaha    | 38  |
| 4   | Jean-François Baldé        | Kawasaki         | 37  |
| 5   | Roland Freymond            | Ad Maiora        | 32  |
| 6   | Carlos Lavado              | Yamaha           | 29  |
| 7   | Giampaolo Marchetti        | Yamaha           | 28  |
| 8   | Eric Saul                  | Yamaha           | 24  |
| 9   | Jacques Cornu              | Yamaha           | 20  |
| 10  | Patrick Fernandez          | Yamaha           | 16  |

## 125 cc
Doordat in de voorafgaande races de toprijders nogal wisselvallig gepresteerd hadden verwachtte men in Finland een spannende 125cc-race. De kopgroep bestond aanvankelijk uit Wolfgang Müller, Ángel Nieto, Guy Bertin en Loris Reggiani, terwijl de leider in het wereldkampioenschap, Pier Paolo Bianchi, in de tweede groep zat. Müller en Nieto gingen er samen vandoor, terwijl Reggiani viel. Bertin moest opgeven toen eerst zijn tweede versnelling uitviel en later de Motobécane vastliep. Bianchi stootte door naar de tweede plaats, waar hij Nieto nog enige tijd bedreigde.

### Uitslag 125 cc
| Pos | Coureur             | Merk       | Tijd        | Grid        | Punten |
| --- | ------------------- | ---------- | ----------- | ----------- | ------ |
| 1   | Ángel Nieto         | Minarelli  | 50'29"3     | 6           | 15     |
| 2   | Pier Paolo Bianchi  | MBA        | 50'35"3     | 4           | 12     |
| 3   | Hans Müller         | MBA        | 50'38"6     | 2           | 10     |
| 4   | Bruno Kneubühler    | MBA        | 51'20"9     | 8           | 8      |
| 5   | Peter Looijesteijn  | MBA        | 51'30"3     | 11          | 6      |
| 6   | MIchel Galbit       | MBA        | 51'53"2     | 13          | 5      |
| 7   | Stefan Dörflinger   | Morbidelli | 52'14"2     | 9           | 4      |
| 8   | Patrick Hérouard    | MBA        | 52'20"3     | 14          | 3      |
| 9   | Jan Bäckström       | Morbidelli | 52'38"2     | 19          | 2      |
| 10  | Johnny Wickström    | Morbidelli | 52'39"3     | 17          | 1      |
| 11  | Per-Edvard Carlsson | MBA        | +1 ronde    | 20          |        |
| 12  | Martin van Soest    | Morbidelli | +1 ronde    | 15          |        |
| 13  | Jan Huberts         | Morbidelli | +1 ronde    | 21          |        |
| 14  | Tore Alexandersson  | Morbidelli | +2 ronden   | 25          |        |
| DNF | Guy Bertin          | Motobécane | Vastloper 1 | Vastloper 1 |        |
| DNF | Juha Pakkanen       | MBA        |             | 26          |        |
| DNF | Roland Olsson       | Starol     |             | 27          |        |
| DNF | Iván Palazzese      | MBA        |             | 7           |        |
| DNF | Harald Bartol       | MBA        |             | 5           |        |
| DNF | Loris Reggiani      | Minarelli  | Val         | 3           |        |
| DNF | Auno Hakala         | Morbidelli |             | 24          |        |
| DNF | August Auinger      | MBA        |             | 16          |        |
| DNF | Yves Dupont         | MBA        |             | 23          |        |
| DNF | Reiner Koster       | MBA        |             | 22          |        |
| DNF | Jean-Claude Selini  | MBA        | Val         | 12          |        |
| DNS | Willy Pérez         | MBA        |             | 18          |        |
| DNS | Thierry Noblesse    | MBA        |             | 10          |        |

### Top 10 WK-stand na deze race
| Pos | Coureur            | Motorfiets | Ptn |
| --- | ------------------ | ---------- | --- |
| 1   | Pier Paolo Bianchi | MBA        | 70  |
| 2   | Ángel Nieto        | Minarelli  | 66  |
| 4   | Guy Bertin         | Motobécane | 51  |
| 4   | Loris Reggiani     | Minarelli  | 48  |
| 5   | Bruno Kneubühler   | MBA        | 43  |
| 6   | Hans Müller        | MBA        | 40  |
| 7   | Peter Looijesteijn | MBA        | 17  |
| 7   | Iván Palazzese     | MBA        | 17  |
| 7   | Barry Smith        | MBA        | 17  |
| 10  | Ricardo Tormo      | MBA        | 13  |

## Zijspannen
De zijspanrace in Imatra verliep tamelijk spectaculair. Biland/Waltisperg reden twee ronden aan de leiding, gevolgd door Michel/Burkhardt, maar toen moest Biland in de pit zijn zijspanwiel laten vervangen. Egbert Streuer verraste Michel en Werner Schwärzel en nam de leiding in de race, maar vloog in de derde ronde van de baan. Daarbij brak bakkenist Johan van der Kaap een sleutelbeen. Michel viel uit door een defecte versnellingsbak, waardoor Jock Taylor aan de leiding kwam. Die werd met een enorm snelheidsverschil ingehaald door Biland, die echter een ronde achterstand had. Taylor won de race voor Schwärzel, die onderweg nog even gestopt was om bakkenist Andreas Huber, die in de chicane uit de bak gevallen was, te laten instappen. Bruno Holzer/Karl Meierhans werden derde en Biland werd ondanks zijn pitstop toch nog vierde.

### Uitslag zijspannen
| Pos | Coureur           | Bakkenist          | Merk               | Tijd            | Punten          |
| --- | ----------------- | ------------------ | ------------------ | --------------- | --------------- |
| 1   | Jock Taylor       | Benga Johansson    | Windle-Yamaha      | 49'48"5         | 15              |
| 2   | Werner Schwärzel  | Andreas Huber      | Krauser-LCR-Yamaha |                 | 12              |
| 3   | Bruno Holzer      | Karl Meierhans     | LCR-Yamaha         |                 | 10              |
| 4   | Rolf Biland       | Kurt Waltisperg    | Krauser-LCR-Yamaha |                 | 8               |
| 5   | Michel Vanneste   | Serge Vanneste     | Busch-Suzuki       |                 | 6               |
| 6   | Pentti Niinivaara | Matti Gröönroos    | Yamaha             |                 | 5               |
| 7   | Jorma Päivärinta  | Kari Karttiala     | Yamaha             |                 | 4               |
| 8   | Kalevi Rahko      | Kari Laatikainen   | Yamaha             |                 | 3               |
| 9   | Derek Jones       | Brian Ayres        | Ireson-Yamaha      |                 | 2               |
| DNF | Egbert Streuer    | Johan van der Kaap | LCR-Yamaha         | Ongeluk         | Ongeluk         |
| DNF | Alain Michel      | Michael Burkhardt  | Seymaz-Yamaha      | Versnellingsbak | Versnellingsbak |

### Top 10 WK-stand na deze race
| Pos | Coureur          | Bakkenist                        | Motorfiets                  | Ptn |
| --- | ---------------- | -------------------------------- | --------------------------- | --- |
| 1   | Jock Taylor      | Benga Johansson                  | Windle-Yamaha               | 67  |
| 2   | Rolf Biland      | Kurt Waltisperg                  | Krauser-LCR-Yamaha          | 48  |
| 3   | Werner Schwärzel | Andreas Huber                    | Krauser-LCR-Yamaha          | 40  |
| 4   | Alain Michel     | Paul Gérard en Michael Burkhardt | Seymaz-Fath / Seymaz-Yamaha | 39  |
| 5   | Egbert Streuer   | Johan van der Kaap               | LCR-Yamaha                  | 29  |
| 6   | Derek Jones      | Brian Ayres                      | Ireson-Yamaha               | 20  |
| 7   | Bruno Holzer     | Karl Meierhans                   | LCR-Yamaha                  | 18  |
| 8   | Göte Brodin      | Billy Gällros                    | Krauser-LCR-Yamaha          | 11  |
| 8   | Michel Vanneste  | Serge Vanneste                   | Busch-Suzuki                | 11  |
| 10  | Rolf Steinhausen | Kenny Arthur                     | Bartol-LCR                  | 10  |

## Trivia
- Net als Rudi Kurth in het verleden was Rolf Biland steeds bezig met experimenten in de zijspanklasse. Dat had al geresulteerd in de Beo Imagine, een zijspancombinatie die in 1979 het hele reglement overhoop gooide. Na de Finse Grand Prix besloot hij het over een andere boeg te gooien. Hij nam een voorbeeld aan debutant Egbert Streuer, die met een set nieuwe Lectron-carburateurs naar Finland kwam en geen tijd verknoeide met het zoeken naar de perfecte afstelling. Streuer was weliswaar uitgevallen, maar had ook even aan de leiding van de wedstrijd gereden.
- Kenny Roberts had in Assen en Zolder met een speciale motor gereden, waarbij de buitenste cilinders achterstevoren stonden. Daardoor veranderde de loop van de uitlaten en moest de achterschokdemper meer koeling krijgen. Die demper gaf al sinds 1979 problemen. Die motor paste echter niet in het beste frame. In Finland koos Roberts voor de oude motor zodat hij zijn beste frame kon gebruiken. Voor de koeling van de schokdemper was een speciale luchthapper op de stroomlijnkuip gebouwd.

1932 · 1948 · 1949 · 1950 · 1951 · 1952 · 1953 · 1954 · 1955 · 1956 · 1957 · 1958 · 1959 · 1960 · 1961 · 1962 · 1963 · 1964 · 1965 · 1966 · 1967 · 1968 · 1969 · 1970 · 1971 · 1972 · 1973 · 1974 · 1975 · 1976 · 1977 · 1978 · 1979 · 1980 · 1981 · 1982